# MO*
MO*, voluit Mondiaal Nieuws, is een Belgisch Nederlandstalig tijdschrift, uitgegeven door Wereldmediahuis (een vereniging zonder winstoogmerk), met een focus op internationaal nieuws, ontwikkelingssamenwerking en andersglobalisme. Het blad is los te koop, verkrijgbaar per abonnement en gratis voor abonnees van het weekblad Knack dankzij een structurele samenwerking met Roularta Media Group. Hoofdredacteur is sinds augustus 2020 Jago Kosolosky, die daarmee Gie Goris opvolgde na 17 jaar hoofdredacteurschap.
MO* magazine heeft een oplage van 90.000 exemplaren en een bereik van bijna 187.300 lezers.

## Geschiedenis
Het tijdschrift ontstond uit de fusie van Wereldwijd en De Wereld Morgen van 11.11.11. De eerste editie verscheen in februari 2003.
Het tienjarig bestaan van het tijdschrift werd in december 2012 gevierd met een feest in het Kaaitheater te Brussel. Op het programma stonden onder meer getuigenissen van Chido Govera, Izzeldin Abuelaish en Marina Silva en een optreden van het jazzcollectief BRZZVLL. Er verscheen ook een extra dik 100e exemplaar van het tijdschrift.
In 2013 werd MO* genomineerd voor de Prijs voor de Democratie. In 2014 werd het tijdschrift omgevormd tot een kwartaalblad en werd er sterker ingezet op de online-versie, aanvankelijk verschenen er jaarlijks tien nummers.
Het tijdschrift werkte onder meer mee aan de publicatie van LuxLeaks, SwissLeaks en de Panama Papers door het International Consortium of Investigative Journalists (ICIJ). In 2016 ontving onderzoeksjournalist Kristof Clerix, samen met Lars Bové van De Tijd, voor de Panama Papers de Prijs voor de Democratie en het ICIJ in 2017 de Pulitzerprijs in de categorie “Explanatory reporting” . In oktober 2016 werd de website Zeronaut.be geïntegreerd.
Voor 2019-2022 werkte de (hoofd)redactie van MO* ook een nieuwe strategie uit waarmee het blad (en de website) vooral wil gaan voor kwaliteit. Het blad wil vooral kiezen voor 'slow journalism' en stelt eerder duiding en analyse te brengen dan voortdurende en snelle verslaggeving.
In augustus 2020 volgde Jago Kosolosky Gie Goris op als hoofdredacteur. Ter gelegenheid van dat afscheid gaf MO* ook een extra, speciale editie van het tijdschrift (op 60 pagina's) met als thema 'Menselijke Waardigheid'. 